# Lukas Gugganig
Lukas Josef Gugganig (* 14. Februar 1995 in Spittal an der Drau) ist ein österreichischer Fußballspieler. Der Verteidiger steht seit der Saison 2022/23 beim SCR Altach unter Vertrag.

## Karriere

### Verein
Gugganig begann 2002 im Nachwuchs des unterklassigen SC Mühldorf, einem Klub nahe Spittal/Drau. Von dort wechselte er 2009 in die Akademie des FC Red Bull Salzburg. Nach dem Aufstieg in der Saison 2012/13 wurde er zum FC Liefering, dem inoffiziellen Farmteam der Salzburger, transferiert. Sein Debüt in der österreichischen Bundesliga gab er am 12. April 2015 beim 3:3 im Auswärtsmatch gegen SK Rapid Wien, als er in der letzten halben Stunde eingesetzt wurde. Zur Saison 2015/16 wechselte er zum deutschen Zweitligisten FSV Frankfurt, wo er einen Zweijahresvertrag unterschrieb.
Nachdem er mit Frankfurt in die 3. Liga abgestiegen war, wechselte er im Sommer 2016 zur SpVgg Greuther Fürth, für die er 51 Zweitligapartien bestritt. Sein im Sommer 2019 auslaufender Vertrag wurde im Frühjahr nicht mehr verlängert.
Zur Saison 2019/20 verblieb der Österreicher in der zweiten Liga, unterschrieb jedoch einen Zweijahresvertrag beim Aufsteiger VfL Osnabrück. Für Osnabrück kam er zu 47 Zweitligaeinsätzen, ehe er mit dem Verein am Ende der Saison 2020/21 aus der 2. Bundesliga abstieg. In der 3. Liga kam er dann in der Saison 2021/22 zu 31 Einsätzen.
Zur Saison 2022/23 kehrte Gugganig nach Österreich zurück und wechselt zum Bundesligisten SCR Altach, bei dem er einen bis Juni 2024 laufenden Vertrag erhielt.

### Nationalmannschaft
Lukas Gugganig bestritt für die Österreichischen Nachwuchsnationalmannschaften von U16 bis U19 insgesamt sechs Länderspiele. Mit der U19-Nationalmannschaft qualifizierte er sich für die Europameisterschaft 2014 in Ungarn. Seine starken Leistungen führten zu einer Einberufung in die österreichische U21-Auswahl.

## Erfolge
- Österreichischer Meister 2015 (mit dem FC Red Bull Salzburg)
- 3. Platz UEFA-U19-Europameisterschaften 2014
- Achtelfinale FIFA-U20-Weltmeisterschaft 2015

## Persönliches
Sein Bruder David ist ebenfalls Profifußballer und spielt in Österreich.